# 尤里·瓦西里耶维奇·库兹涅佐夫
尤里·瓦西里耶维奇·库兹涅佐夫（羅馬化：Yuriy Vasil'yevich Kuznetsov；1969年3月7日—）是俄罗斯军事领导人、中将。
2010年至2023年间，他担任俄罗斯联邦武装力量总参谋部第八局局长。2023年5月，他被任命为俄罗斯国防部人事总局局长。2024年5月14日，他被指控收受贿赂而被拘捕。